# Norbert Niehues
Norbert Niehues (* 15. August 1935 in Stadtlohn; † 3. Oktober 2017) war ein deutscher Jurist und Rechtswissenschaftler. Er war Vorsitzender Richter am Bundesverwaltungsgericht.

## Leben
Niehues wurde in Stadtlohn im Münsterland geboren. Er besuchte dort Grundschule und Gymnasium. Nach dem 1954 erworbenen Abitur nahm Niehues 1956 das Studium der Rechtswissenschaften an der Universität Köln auf, setzte es 1957 bis 1959 an der Universität Münster fort und erwarb nach dem Referendariat am Oberlandesgericht Hamm 1959 das Erste Juristische Staatsexamen. Anschließend absolvierte er den Juristischen Vorbereitungsdienst am Oberlandesgericht Düsseldorf und bestand 1964 das Zweite Staatsexamen. 1963 promovierte er mit einer Dissertation über „Dinglichkeit im Verwaltungsrecht“ zum Doktor der Rechtswissenschaften.
Von 1964 bis 1977 war Norbert Niehues Verwaltungsrichter zunächst am Verwaltungsgericht Münster, dann am Oberverwaltungsgericht in Münster. Parallel dazu nahm er an der Universität Münster einen Lehrauftrag für Öffentliches Recht wahr. 

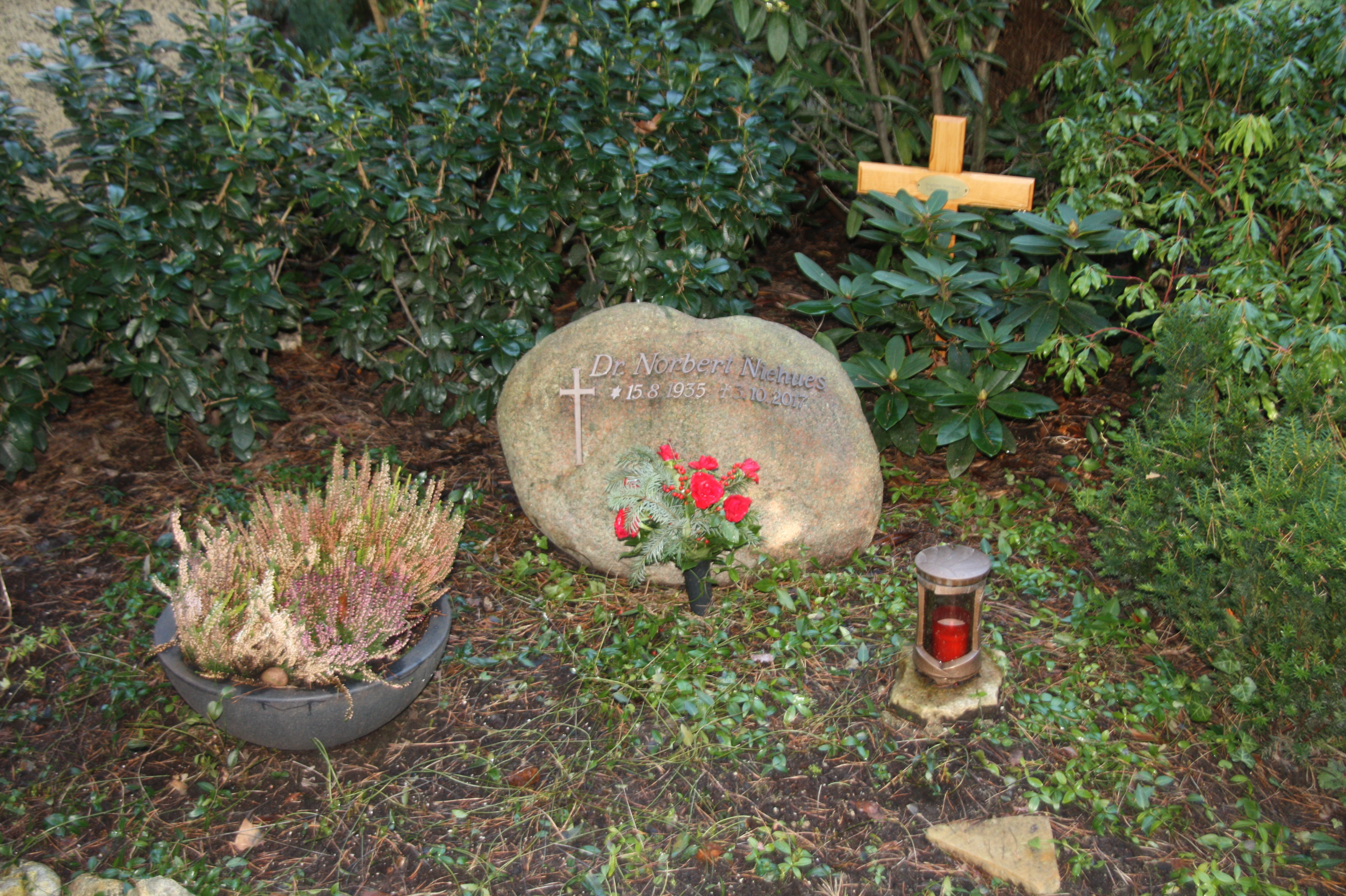
Grab auf dem Waldfriedhof Kleinmachnow

Im Jahr 1977 wurde Niehues zum Bundesrichter ernannt. Diese Funktion übte er zunächst im Vierten Senat des Deutschen Bundesverwaltungsgerichts in Berlin mit Zuständigkeit für Bau- und Fachplanungsrecht aus. Dortselbst war Niehues von 1991 bis zum Eintritt in den Ruhestand im Jahr 2000 Vorsitzender des Sechsten Senats mit Zuständigkeit für Kultur-, Bildungs- und Schul- und Prüfungsrecht. Auf diesem Gebiet wirkte er auch als Autor wissenschaftlicher Publikationen, schrieb  Gutachten, hielt  Seminare und Vorträge und war Mitglied in Fachgremien. 
Von 1995 bis 1998 war Niehues Lehrbeauftragter für Öffentliches Recht an der Humboldt-Universität zu Berlin.
Sein Grab befindet sich auf dem Waldfriedhof Kleinmachnow.

## Auszeichnungen
- 2000: Großes Verdienstkreuz der Bundesrepublik Deutschland
- Januar 2010: Hedwigsmedaille in Silber des Erzbistums Berlin für den Vorsitz in der Schlichtungsstelle und seit die Mitgliedschaft im Stiftungsrat der Schulstiftung im Erzbistum Berlin[1]

## Veröffentlichungen (Auswahl)
- Dinglichkeit im Verwaltungsrecht, Köln 1963
- Prüfungsrecht, München 1994
- Schul- und Prüfungsrecht, München 2000 ff. (Mitverfasser)